# Kvarnsjön (Hölö socken, Södermanland)
Kvarnsjön är en sjö i Södertälje kommun i Södermanland och ingår i Tyresån-Trosaåns kustområde. Sjön har en area på 0,0944 kvadratkilometer och ligger 31,6 meter över havet. Sjön avvattnas av vattendraget Åbyån.

## Delavrinningsområde
Kvarnsjön ingår i det delavrinningsområde (654460-159769) som SMHI kallar för Inloppet i Kyrksjön. Medelhöjden är 35 meter över havet och ytan är 8,99 kvadratkilometer. Det finns inga avrinningsområden uppströms utan avrinningsområdet är högsta punkten. Avrinningsområdets utflöde Åbyån mynnar i havet. Avrinningsområdet består mestadels av skog (43 procent), öppen mark (17 procent) och jordbruk (25 procent). Avrinningsområdet har 3,26 kvadratkilometer vattenytor vilket ger det en sjöprocent på 12,5 procent. Bebyggelsen i området täcker en yta av 0,3 kvadratkilometer eller 1 procent av avrinningsområdet.

## Vrå gård
Kvarnsjön låg på Vrå gårds ägor som sträckte sig i väster till Långsjön. Kvarnsjöns vattenkraft nyttjades av gården att driva en mjlö- och en sågkvarn. Efter den gamla kvarnanläggningen återstår idag grunden.

## Bilder

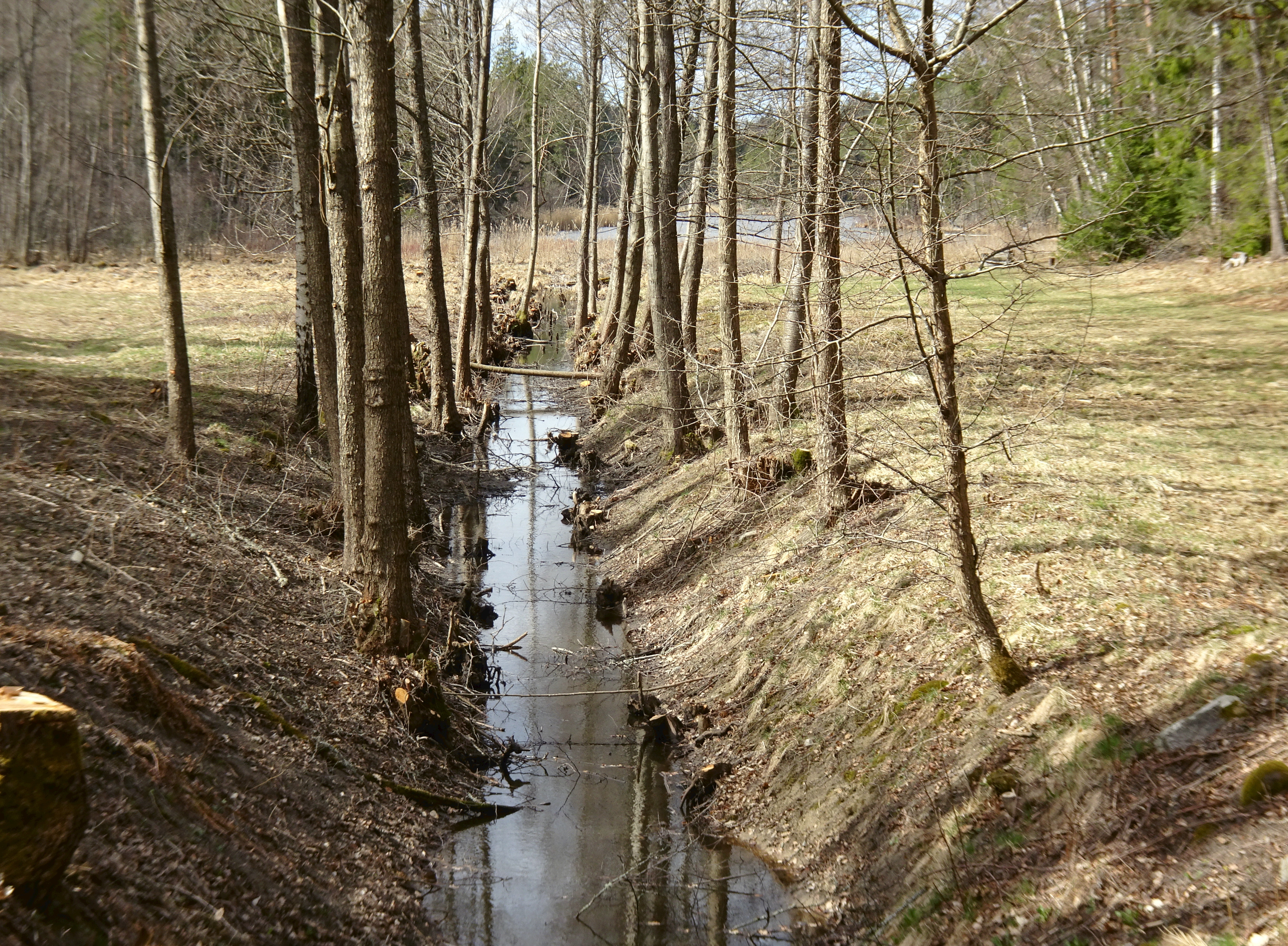
Kvarnbäcken med Kvarnsjön i bakgrunden.
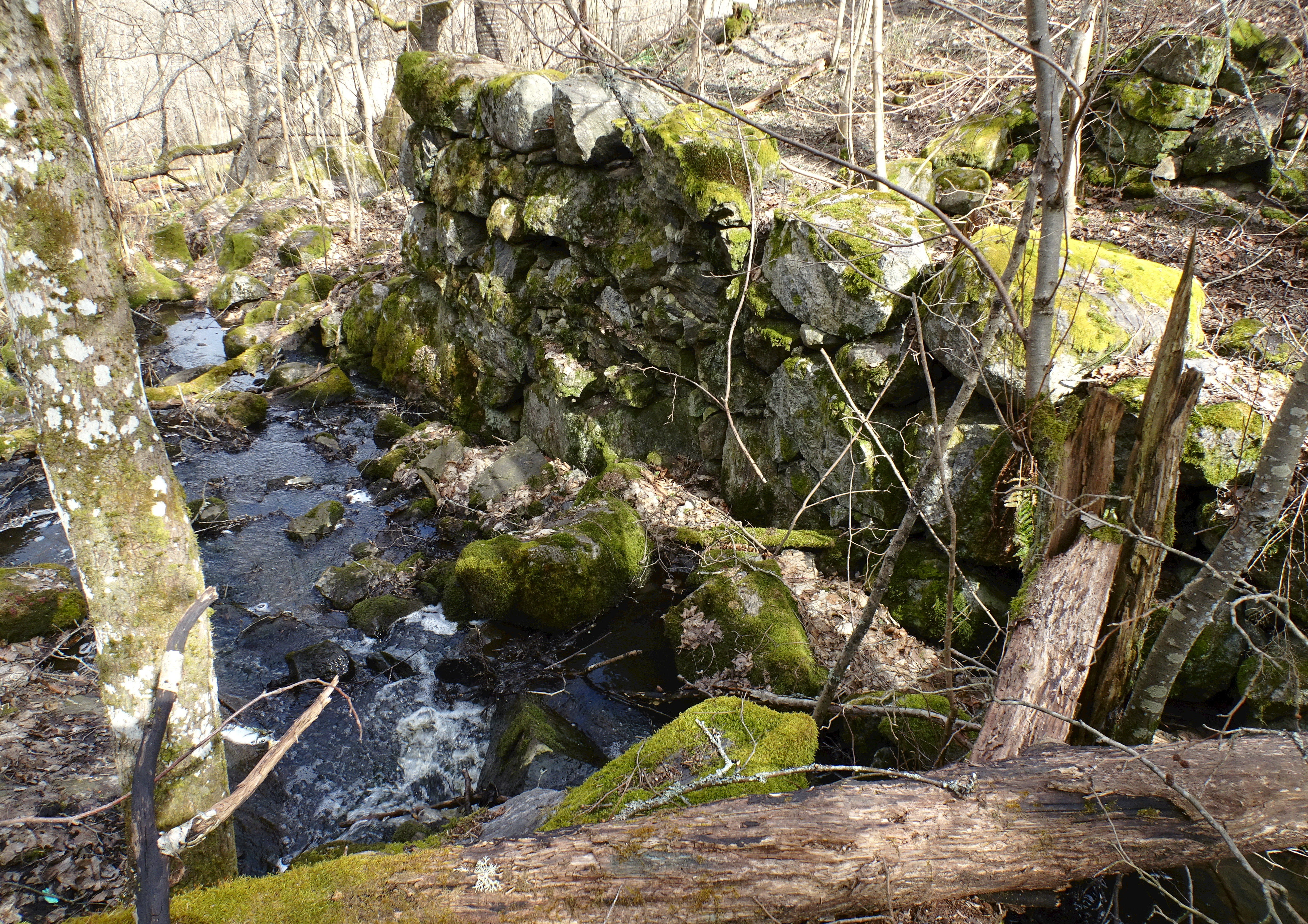
Rester efter kvarnanläggningen vid Vrå.